# Rocchetta di Vara
Rocchetta di Vara is een gemeente in de Italiaanse provincie La Spezia (regio Ligurië) en telt 848 inwoners (31-12-2004). De oppervlakte bedraagt 32,3 km², de bevolkingsdichtheid is 27 inwoners per km².

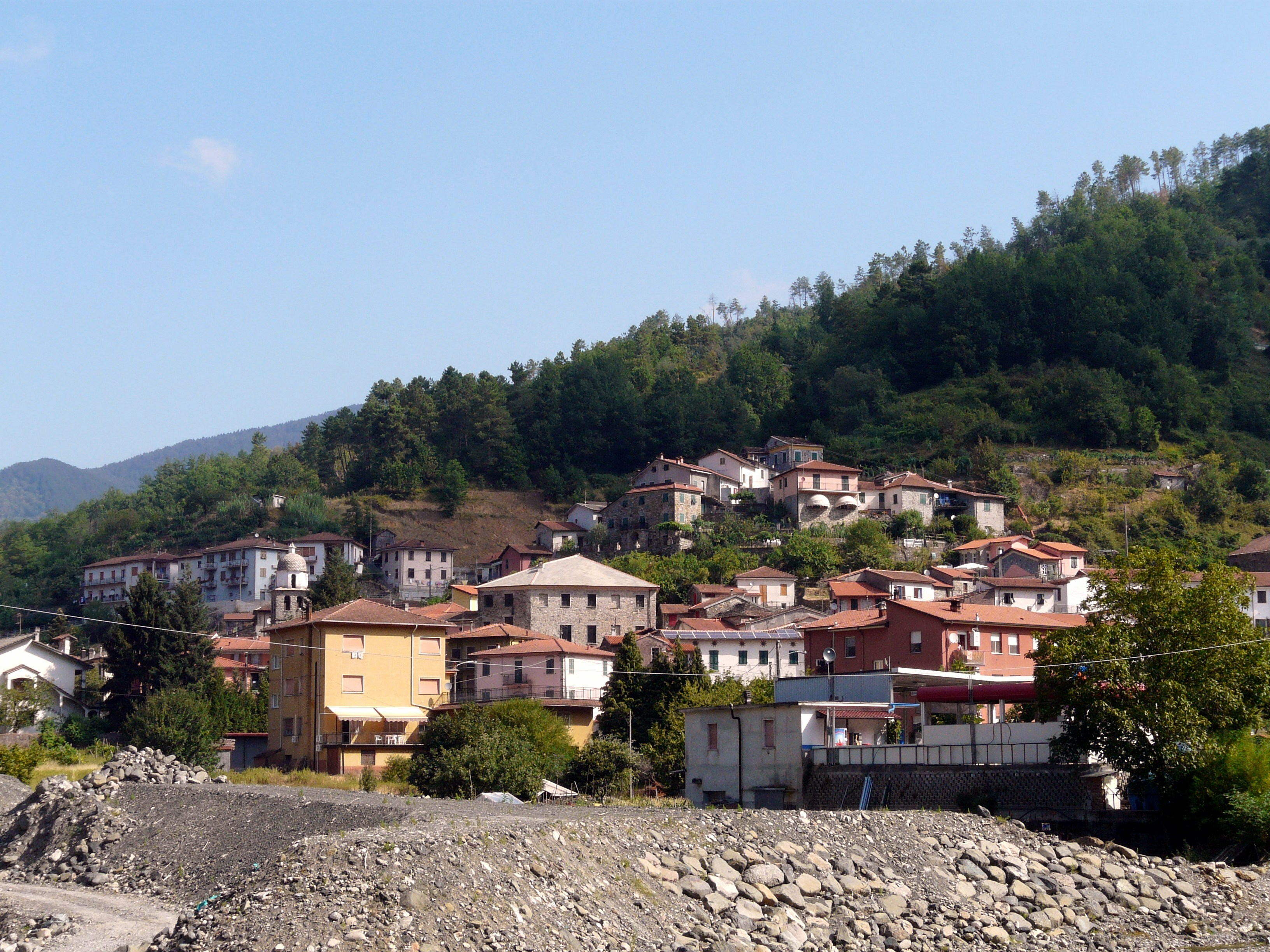
Rocchetta di Vara
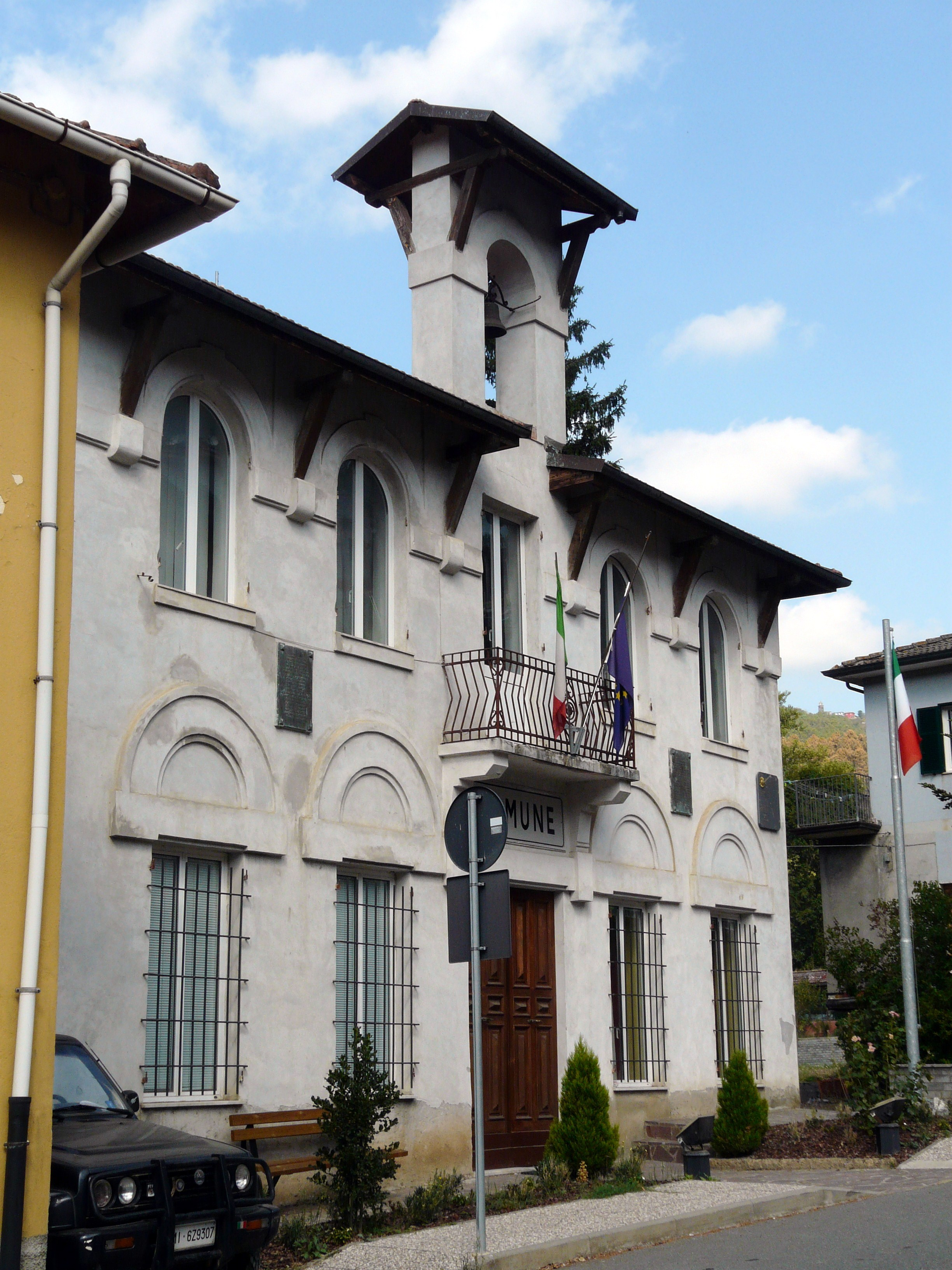
Gemeentehuis
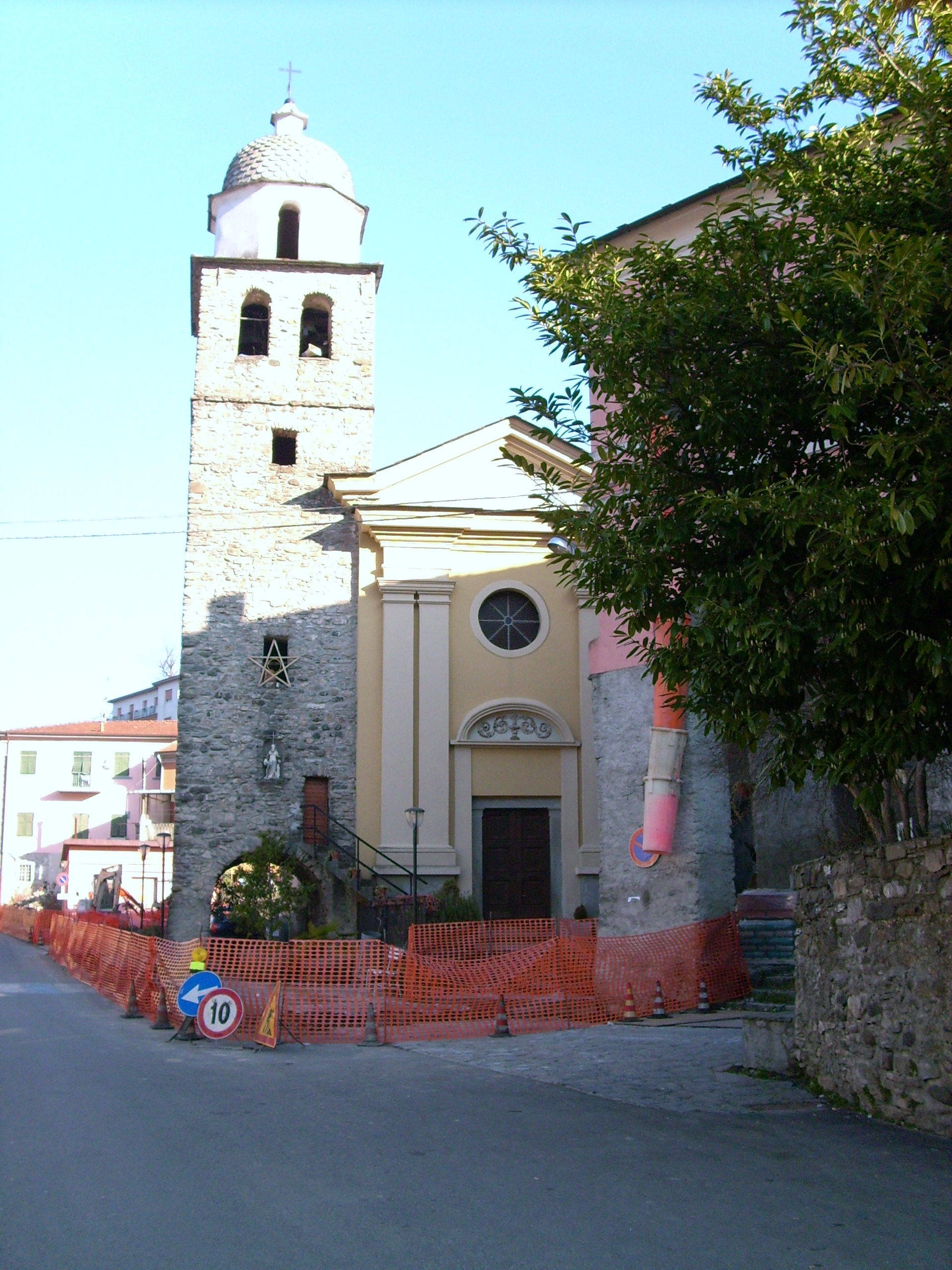
Kerk in Rocchetta di Vara
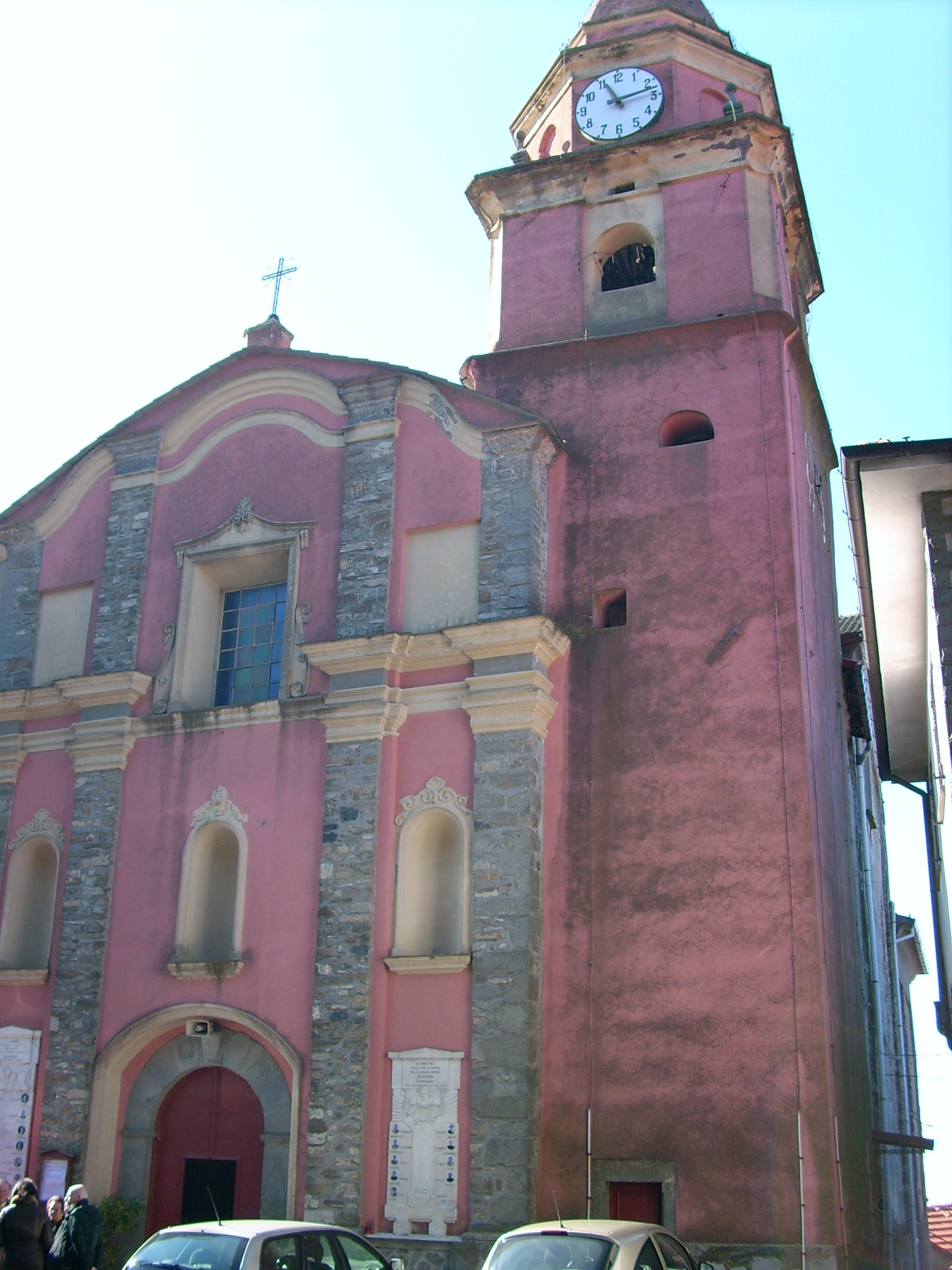
Kerk in Suvero, Rocchetta di Vara

## Demografie
Rocchetta di Vara telt ongeveer 417 huishoudens. Het aantal inwoners steeg in de periode 1991-2001 met 4,7% volgens cijfers uit de tienjaarlijkse volkstellingen van ISTAT.
| Jaar | Inwoneraantal |
| ---- | ------------- |
| 1991 | 814           |
| 2001 | 852           |

## Geografie
Rocchetta di Vara grenst aan de volgende gemeenten: Beverino, Borghetto di Vara, Brugnato, Calice al Cornoviglio, Mulazzo (MS), Zeri (MS), Zignago.
Ameglia · Arcola · Beverino · Bolano · Bonassola · Borghetto di Vara · Brugnato · Calice al Cornoviglio · Carro · Carrodano · Castelnuovo Magra · Deiva Marina · Follo · Framura · La Spezia · Lerici · Levanto · Maissana · Monterosso al Mare · Ortonovo · Pignone · Porto Venere · Riccò del Golfo di Spezia · Riomaggiore · Rocchetta di Vara · Santo Stefano di Magra · Sarzana · Sesta Godano · Varese Ligure · Vernazza · Vezzano Ligure · Zignago
1. ↑  https://demo.istat.it/?l=it.